# A mélység titka
A mélység titka (eredeti cím: The Abyss) 1989-ben bemutatott amerikai tudományos-fantasztikus film, amelyet James Cameron írt és rendezett. A főbb szerepekben Ed Harris, Mary Elizabeth Mastrantonio és Michael Biehn látható.
Ha megnézed, odajutsz és megérted ...

## Cselekmény
1994 januárjában az amerikai USS Montana tengeralattjáró felfedez egy azonosítatlan víz alatti objektumot, majd elsüllyed a  Kajmán-szigetek közelében. Az amerikai kormány egy különleges katonai csapatot küld az elsüllyedt tengeralattjáró közelében lévő Deep Core-hoz, egy magántulajdonban lévő, kísérleti víz alatti fúrótoronyhoz, hogy azt műveleti bázisként használják. A fúrótorony tervezője, Dr. Lindsey Brigman ragaszkodik ahhoz, hogy a csapattal tartson, annak ellenére, hogy elhidegült férje, Virgil "Bud" Brigman a vezetője a létesítménynek.
Lindsey egy furcsa fényt lát a tengeralattjáró körül keringeni, amelyet később "nem földi intelligenciának" vagy "NTI"-nek nevez. Hiram Coffey hadnagy, a kommandós-csapat vezetője parancsot kap, hogy gyorsítsa fel a küldetésüket, és a Deep Core engedélye nélkül elviszi az egyik mini-tengeralattjárót, hogy egy Trident rakéta robbanófejet hozzon ki a Montanából, éppen akkor, amikor a vihar lecsap felettük, így a legénység nem tud időben leválni a felszíni támogató hajóról. A kábeldaru leszakad a hajóról, és az árokba zuhan. A fúrótornyot részben elönti a víz, a legénység néhány tagja meghal, és több műszaki berendezés is megrongálódik.
A legénység kivárja a vihart, hogy helyreállíthassák a kommunikációt és megmenekülhessenek. Miközben a hideg ellen küzdenek, rájönnek, hogy az NTI-k egy vízoszlopot formáztak, hogy felfedezzék a fúrótornyot. Coffey kettévágja az idegenek vízoszlopát azzal, hogy rácsukja az kabinajtót, aminek hatására az visszavonul. Coffey paranoiában szenved, és élesíti az egyik  robbanófejet, hogy megtámadja az NTI-ket. Hogy megpróbálja megállítani, Bud megküzd Coffey-val, de Coffey egy mini-tengeralattjárón elmenekül az élesített robbanófejjel. Bud és Lindsey üldözőbe veszi a másik tengeralattjáróval. Coffey képes kilőni a robbanófejet az árokba, de a tengeralattjárója átsodródik a peremen, és a nyomástól felrobban, megölve őt. A küzdelem közben Bud mini-tengeralattjárója is működésképtelen lesz, és lassan kezd megtelni vízzel. Lindseyt az óceán hideg vize elnyeli. Bud visszaúszik Lindsey testével a fúrótoronyra, és ő és a legénység defibrillátorral sikeresen újraélesztik a lányt.
Úgy döntenek, hogy hatástalanítaniuk kell a robbanófejet, amely több mint 3,2 km-re (2 mérföldre) van alattuk. Az egyik katona, Monk zászlós segít Budnak egy folyékony légzőkészülékkel felszerelt kísérleti búvárruhát használni, hogy túlélje ezt a mélységet, bár csak a ruhán lévő billentyűzeten keresztül tud kommunikálni. Bud merülni kezd, hogy elérje a robbanófejet, végül Monk irányításával sikeresen hatástalanítja is azt. Mivel már csak kevés oxigén maradt a rendszerben, Bud elmondja, hogy mindig is tudta, hogy ez egyirányú út lesz lefelé, és végső erejével még szerelmet vall Lindsey-nek. Miközben Bud a halálra vár, egy NTI közeledik felé, majd megfogja a férfi kezét, és egy hatalmas, idegen városba vezeti az árok mélyén. Odabent az NTI-k egy lélegezhető levegővel teli kapszulát hoznak létre a számára, ami lehetővé teszi, hogy normálisan lélegezzen. Az idegenek végül lejátsszák Bud szerelmi üzenetét a feleségének.
Az idegenek űrhajója az óceán felszínére emelkedik, a Deep Core és több más felszíni hajó is zátonyra fut az idegen hajó testén. A Deep Core legénysége elhagyja a fúrótornyot, és meglátják, hogy Bud is kisétál az űrhajóból, és Lindsey is rohan a férfi felé, hogy megölelhesse.

## Szereplők
| Szerep                    | Színész                     | Magyar hang     |
| ------------------------- | --------------------------- | --------------- |
| Virgil `Bud` Brigman      | Ed Harris                   | Gáti Oszkár     |
| Lindsey Brigman           | Mary Elizabeth Mastrantonio | Andresz Kati    |
| Hiram Coffey hadnagy      | Michael Biehn               | Felföldi László |
| Catfish De Vries          | Leo Burmester               | Kránitz Lajos   |
| Alan `Hippy` Carnes       | Todd Graff                  | Józsa Imre      |
| Jammer Willis             | John Bedford Lloyd          | Helyey László   |
| Arliss `Sonny` Dawson     | J.C. Quinn                  | Balázsi Gyula   |
| Lisa `One Night` Standing | Kimberly Scott              | Földessy Margit |
| Bendix                    | Chris Elliott               | Hankó Attila    |

## Forgatás
H. G. Wells volt az első, aki 1897-ben megjelent "A mélységben" című novellájában bevezette a tengeri idegenek fogalmát. A mélység titka ötlete James Cameronban akkor született meg, amikor 17 évesen, középiskolás korában részt vett egy előadáson, ami a mélytengeri búvárkodásról szólt, és amelyet Francis J. Cameron tartott. Ezt követően írt egy novellát, amelynek középpontjában egy csoport tudós állt, akik egy laboratóriumban az óceán mélyén dolgoztak. Cameron az alapötleten később sem változtatott, de az évek során számos részletet módosított. Miután az ifjú filmes Hollywoodba érkezett, hamar rájött, hogy csupán tudósokból álló szereplőgárda nem lenne megfelelő a megfilmesítéshez, és ekkor írta át úgy a történetet, hogy egy csapat munkásembert helyezett a középpontba. A bolygó neve: Halál forgatása közben Cameron látott egy National Geographic-filmet az Atlanti-óceán északi részének mélyén működő távirányítású járművekről, és ez újra eszébe juttatta korábbi novelláját. Gale Anne Hurd producerrel úgy döntöttek, hogy A mélység titka lesz a következő filmjük. Cameron írt egy forgatókönyv elemeivel kombinált treatmentet, amely nagy érdeklődést váltott ki Hollywoodban. Ezután kezdett bele a végleges forgatókönyv megírásába, sőt Lindsey karakterét akkori feleségéről; Hurdről mintázta. Végül 1987 végére teljesen elkészült a szkripttel. Cameron és Hurd a film elkészülte előtt házasok voltak, ám a forgatás előtti időszakban szakítottak, majd 1989 februárjában, alig két hónappal a főforgatás befejezése után hivatalosan is elváltak.
A szereplők és a stáb egy héten át a Kajmán-szigeteken képezte magát a víz alatti búvárkodásra. Erre azért volt szükség, mert az élőszereplős forgatás 40%-a a víz alatt zajlott. Cameron produkciós cégének továbbá kísérleti berendezéseket kellett terveznie és építenie, valamint egy olyan korszerű kommunikációs rendszert kellett kifejlesztenie, amely lehetővé tette, hogy a rendező a víz alatt beszélhessen a színészekkel, sőt a technikának köszönhetően a párbeszédeket is közvetlenül a szalagra rögzítették.
Cameron eredetileg úgy tervezte, hogy a Bahamákon forgat, majd fontolóra vette, hogy Máltára helyezi át a forgatás helyszínét, ahol akkoriban a legnagyobb víztározó volt megtalálható, de végül ez sem felelt meg Cameron igényeinek. Emiatt a film víz alatti jeleneteit a dél-karolinai Gaffney Falls-tól délre, a dél-karolinai Gaffney külvárosában található Gaffney Studios egyik egységében forgatták.
Két speciálisan erre a célra épített tartályt használtak. Az első, amely az elhagyott erőmű elsődleges reaktortartó tartályán alapult, 7,5 millió gallon (28 000 m3) vizet tartalmazott, 18 méter mély és 70 méter átmérőjű volt. Abban az időben ez volt a világ legnagyobb édesvíz-szűrő tartálya. További jeleneteket forgattak a második tartályban, egy használaton kívüli turbinagödörben, amely 2,5 millió amerikai gallon (9500 m3) vizet tartalmazott és öt napig tartott, amíg feltöltődött.
A Can-Dive Services Ltd., egy kanadai kereskedelmi búvárvállalat, amely különleges búvárrendszerekre és víz alatti technológiára specializálódott, speciálisan a filmhez gyártotta a két munkagépet (Flatbed és Cab One). A díszletépítésre kétmillió dollárt költöttek.
A forgatás a világ legnagyobb földalatti tavában is zajlott - a Missouri állambeli Bonne Terre-ben található bányában -, amely több víz alatti felvétel hátteréül szolgált.
1988. augusztus 15-én végül elkezdődött a forgatás, de még mindig voltak problémák. A forgatás első napján a fő víztartályban szivárgás keletkezett, és percenként 150 000 gallon (570 m3) víz ömlött ki belőle. stúdió gátjavító szakembereket hívott, hogy lezárják a tartályt. Hatalmas, könyökcsatlakozókkal ellátott csöveket szereltek be - mint később kiderült - helytelenül. Olyan nagy volt bennük a víznyomás, hogy a könyökcsövek egyszerűen leszakadtak.
Cameron operatőre, Mikael Salomon három kamerát használt speciálisan tervezett vízhatlan kamrákban. Egy másik speciális építmény olyan jelenetekhez készült, amelyekben a víz feletti párbeszédekből víz alatti párbeszédek váltak. A filmkészítőknek ki kellett találniuk, hogy miként tartsák a vizet a forgatáshoz elég tisztán és mégis elég sötéten ahhoz, hogy a történet szerint 700 méteren (2000 láb) játszódó jelenetek is valósághűen nézzen ki. Ezt végül úgy érték el, hogy egy vastag réteg műanyag gyöngyöt úsztattak a vízben, és a tartály tetejét egy hatalmas ponyvával fedték le. Cameron látni akarta a színészek arcát és hallani a párbeszédeket, ezért felbérelte a Western Space and Marine-t, hogy olyan sisakokat tervezzen, amelyek optikailag tiszták maradnak a víz alatt, és minden sisakba a legmodernebb repülőgép-minőségű mikrofonokat szereltek. A biztonsági feltételek is fontos tényezőnek számítottak, ezért a helyszínen dekompressziós kamrát, búvárharangot szereltek fel és minden színész mellé egy biztonsági búvárt is alkalmaztak.
A filmben használt légzőfolyadék valóban létezik, de csak állatokon vizsgálták meg alaposan. 20 év alatt több állaton is tesztelték, amelyek túlélték. A filmben látható patkány valóban folyadékot lélegzett be, és sértetlenül túlélte. Ed Harris, a főszereplő, természetesen nem lélegezte be ezt a különleges folyadékot. Egy folyadékkal teli sisakban tartotta vissza a lélegzetét, miközben 10 méterrel a nagy tartály felszíne alá vontatták. Visszaemlékezett, hogy a legrosszabb pillanatok azok voltak, amikor a folyadék az orrába szökött, és a szemei is feldagadtak.
A színészek 33 láb (11 m) mélységben játszották a jeleneteiket, ami túl sekély ahhoz, hogy dekompresszióra legyen szükségük, és ritkán maradtak lent egy óránál tovább. Cameron és a 26 fős víz alatti stábja búvárokkal kiegészülve 17 méterig (50 láb) süllyedtek és egyszerre öt órát maradtak lent. A dekompressziós betegség elkerülése érdekében akár két órán keresztül is a tartály felénél lévő tömlőkön lógtak, tiszta oxigént lélegezve.
A szereplők és a stáb több mint hat hónapon át fárasztó, hatnapos, 70 órás munkaheteket éltek át az elszigetelt forgatási helyszínen. Egy alkalommal Mary Elizabeth Mastrantonio fizikailag és érzelmileg is összeomlott a forgatáson, egy másik alkalommal pedig Ed Harris spontán zokogásban tört ki hazafelé menet. Cameron maga is bevallotta: "Tudtam, hogy ez egy kemény forgatás lesz, de még én sem tudtam, hogy mennyire kemény. Soha többé nem akarok ilyesmin keresztülmenni".
Annál a jelenetnél, ahol a fúrótorony egyes részeit elönti a víz, eleinte nem tudták, hogyan minimalizálhatnák a jelenetben rejlő veszélyt. Több mint négy órába telt, mire biztonságosan be tudták állítani a jelenetet. Leo Burmester színész azt mondta: "Ez a  forgatás volt a legnehezebb dolog, amit valaha csináltam. Jim Cameron az a fajta rendező, aki a végsőkig feszíti az embert, de nem kényszerít olyasmire, amit ő maga nem tenne meg." Egy villámlás okozta a fő tartály fekete ponyvájának 65 méteres szakadását. A javítás túl sok időt vett volna igénybe, ezért a forgatás éjszaka kezdődött, ráadásul a virágzó algák gyakran órákon belül 6 méteresre csökkentették a látótávolságot. A túlzott klórozás miatt a búvárok bőre megégett, és a hajuk lekopott vagy kifehéredett.
Ed Harris majdnem megfulladt a forgatás során. Mikor jelezte, hogy oxigénre van azonnal szüksége, a stáb tagja, aki búvárszabályzót vitte volna Harrisnek, belegabalyodott a kábelekbe, ekkor egy másik dolgozó adott egy szabályzót, de azt meg fejjel lefelé használta a színész, ezért víz került a tüdejébe. Szerencsére Al Giddings víz alatti operatőr látta mi történt, letépte a fejjel lefelé álló szabályozót, és a megfelelő irányban adta neki a sajátját. Mikor Harris megtudta, hogy Cameron akkor is filmezte őt, mikor épp haldokolt, arcon (egyes források szerint orrba) ütötte a rendezőt.
James Cameron is majdnem megfulladt a forgatás alatt, amikor a hatalmas víztartály alján úszott. Rendezőasszisztense elmulasztotta figyelmeztetni, hogy töltse fel az oxigénjét, és amikor Cameron észrevette, hogy kifogyóban van a levegője, a szintén víz alatt lévő, víz alatti operatőrként dolgozó, Al Giddings segítségét kérte. Giddings azonban nem hallotta őt (egy régi baleset miatt majdnem süket volt), és mivel senki más nem volt a közelben, Cameron rájött, hogy minél hamarabb fel kell mennie a víz tetejére. Gyorsan leoldotta sisakját, hámját és súlyait, és nagy sebességgel úszni kezdett a felszín felé, végig kilélegezve az oxigént. Az egyik biztonsági búvár lefogta, és adott neki egy légzőkészüléket, de az nem működött. Cameron megpróbált kiszabadulni a búvár szorításából, de a búvár, mivel azt hitte, hogy Cameronnak egyszerűen pánikrohama van, még szorosabban tartotta. Cameron csak azért maradt életben, mert arcon ütötte a búvárt, és felért a felszínre, mielőtt elájult volna. Az rendezőasszisztenst és a búvárt még aznap elbocsátották.
A produkció forgatását balesetek és sorozatos balszerencsék sújtották. Mérnöki késedelmek lassították a víztartály gyártását, és amikor a tartályt végül feltöltötték vízzel, viharok és csőtörések nehezítették a dolgokat. A tartály olyan hatalmas volt, hogy saját időjárása volt, és a víz gyakran túl zavaros volt a forgatáshoz. A helyi kecskék néha betörtek a forgatásra, tönkretették a felszerelést és összevizelték a padlót. A késések miatt a forgatások átlagosan napi 15-18 órán keresztül tartottak, ami kimerültséget és nyugtalanságot okozott a színészek és egyéb stábtagok körében, akik nehezen bírták James Cameron könyörtelen tempóját és diktatórikus viselkedését is. Az állandó hideg és a víz alá merülés miatt sokan fül- és orrmelléküreg-gyulladást kaptak, a forgatáson számos vízbefulladás közeli baleset történt, és végül a forgatás egy napot csúszott egy bombariadó miatt.
A forgatás előrehaladtával a lassú tempó és a forgatás mindennapos szellemi és fizikai megterhelése kezdte megviselni a stábot és a stábtagokat. Mary Elizabeth Mastrantonio így emlékezett: "Időben soha nem kezdtünk el és fejeztünk be egyetlen jelenetet sem egy nap alatt." Egy alkalommal Cameron azt mondta a színészeknek, hogy könnyítsenek magukon a búvárruhájukba, hogy időt takarítsanak meg a felvételek között. Mastrantonio karakterének újraélesztési jelenetének egyik felvétele közben - ahol a színésznő csuromvizes és félmeztelen volt, és többször is megütötték és mellkason verték - a kamera kifogyott a filmből, mire Mastrantonio kiviharzott a forgatásról, és azt kiabálta: "Nem vagyunk állatok!" 
Michael Biehn is frusztrált lett a várakozás miatt. Azt állította, hogy öt hónapig volt Dél-Karolinában, és csak három-négy hétig játszott. Emlékezett arra, hogy egy nap tíz méter mélyen volt a víz alatt, és "hirtelen kialudtak a fények. Olyan fekete volt, hogy nem láttam a kezemet. Nem tudtam a felszínre jönni. Rájöttem, hogy lehet, hogy nem jutok ki onnan". Harris visszaemlékezett: "Egy nap mindannyian az öltözőnkben voltunk, és az emberek elkezdték kidobálni a kanapékat az ablakon, és szétverték a falakat. Egyszerűen ki kellett adnunk a frusztrációnkat."
Cameron ezekre a panaszokra így reagált: "Minden egyes órára, amit azzal töltöttek, hogy kitalálják, milyen magazint olvassanak, mi egy órát töltöttünk a tartály alján, sűrített levegőt lélegezve." A tervezettnél hosszabb, összesen 140 forgatási nappal és 4 millió dolláros túlköltekezéssel az eredetileg tervezett költségvetéshez képest, a forgatás végül 1988. december 8-án fejeződött be. A film bemutatása előtt olyan hírek érkeztek, hogy Ed Harrist annyira felháborította a film fizikai igénybevétele és Cameron diktatórikus rendezői stílusa, hogy azt mondta, nem hajlandó segíteni a mozifilm népszerűsítésében. Harris később cáfolta ezt a pletykát, és segített a film promóciójában. A film megjelenése és a kezdeti promóció után azonban Harris nyilvánosan megtagadta a filmet, mondván: "Soha nem beszélek róla, és soha nem is fogok". Mary Elizabeth Mastrantonionak szintén negatív benyomása van a filmről, mondván: "A mélység titkáról sok mindent el lehet mondani, de azt, hogy szórakoztató volt megcsinálni, nem tartozik közéjük."
Az idegen vízi csáp megalkotásához Cameron kezdetben egy agyagból faragott, majd stop-motion technikával animált csáp létrehozását fontolgatta, amelyre vízvisszaverődéseket vetítettek. Phil Tippett azt javasolta Cameronnak, hogy vegye fel a kapcsolatot az Industrial Light & Magic céggel. A speciális vizuális effektek munkáját hét FX részleg között osztották fel, a mozgásvezérlési munkákat a Dream Quest Images, a számítógépes grafikát és az optikát pedig az ILM végezte." Ahhoz a jelenethez, amiben a vízoszlop Bud és Lindsey arcát utánozza, Ed Harris nyolc, míg Mastrantonio tizenkettő arckifejezését szkennelték be CGI-szobrok készítéséhez használt szoftverrel. A díszletet minden szögből lefotózták, és digitálisan újraalkották, hogy az állényt pontosan össze lehessen komponálni az élőszereplős felvételekkel. A cég hat hónapot töltött a lényhez szükséges 75 másodpercnyi számítógépes grafika elkészítésével. A filmet 1989. július 4-én kellett volna bemutatni, de a bemutató több mint egy hónapot késett a gyártási és vizuális effektekkel kapcsolatos problémák miatt.
A stúdió vezetői idegesek voltak a film kereskedelmi kilátásait illetően, amikor az előzetesek közönsége nevetett a komolynak szánt jeleneteken. Filmipari bennfentesek szerint a bemutató késése azért volt, mert az ideges vezetők a film befejezését teljesen újraforgatták. A film költségvetésének nagysága is kérdéses volt: a 20th Century Fox azt állította, hogy a költségvetés 43 millió dollár volt, ezt maga Cameron is megismételte, a becslések azonban magasabbra teszik a számot: a The New York Times 45 millió dollárra becsülte a költségeket, egy vezető szerint 47 millió dollárba került, míg a The Numbers nevű, a bevételeket nyomon követő weboldal 70 millió dollárra taksálja a gyártási költségvetést.

## Filmzene
A film zenéjét Alan Silvestri írta, és a Varèse Sarabande adta ki 1989. augusztus 22-én. 2014-ben egy limitált példányszámú (3000 példány), kétlemezes albumot adtak ki, amely a teljes filmzenét tartalmazza, kivéve a végkicsengő medley-t, amely mindkét kiadásból hiányzik.

## Fogadtatás

### Bevételi adatok
A mélység titka 1989. augusztus 9-én került a mozikba, 1533 észak-amerikai filmszínházban tűzték műsorra. A nyitóhétvégén 9,3 millió dolláros bevételt ért el: a második helyen végzett a jegypénztáraknál a második hete műsoron lévő Vásott szülők mögött, de megelőzte a szintén debütáló Rémálom az Elm utcában 5. – Az álomgyerek című horrorfilmet. Észak-Amerikában 54,9 millió dollárt, a világ többi részén pedig 35,5 millió dollárt keresett, ami világszerte több mint 90,5 millió dolláros összbevételt jelentett.

### Kritikai visszhang
A kritikusok nagyon kedvezően fogadták, különösen a speciális effekteket dicsérték. A film a Rotten Tomatoes-on 53 kritika alapján 89%-os értékelést kapott, 53 kritikusból 47 pozitívan, hat kritikus negatívan ítélte meg a filmet.

## Fordítás
- Ez a szócikk részben vagy egészben  a   The Abyss című angol Wikipédia-szócikk fordításán alapul.  Az eredeti cikk szerkesztőit annak laptörténete sorolja fel. Ez a jelzés csupán a megfogalmazás eredetét és a szerzői jogokat jelzi, nem szolgál a cikkben szereplő információk forrásmegjelöléseként.